# Danville (Ohio)
Danville es una villa ubicada en el condado de Knox en el estado estadounidense de Ohio. En el Censo de 2010 tenía una población de 1044 habitantes y una densidad poblacional de 722,38 personas por km².

## Geografía
Danville se encuentra ubicada en las coordenadas 40°26′49″N 82°15′39″O / 40.44694, -82.26083. Según la Oficina del Censo de los Estados Unidos, Danville tiene una superficie total de 1.45 km², de la cual 1.43 km² corresponden a tierra firme y (0.9%) 0.01 km² es agua.

## Demografía
Según el censo de 2010, había 1044 personas residiendo en Danville. La densidad de población era de 722,38 hab./km². De los 1044 habitantes, Danville estaba compuesto por el 97.89% blancos, el 0.57% eran afroamericanos, el 0.38% eran amerindios, el 0.1% eran asiáticos, el 0% eran isleños del Pacífico, el 0.19% eran de otras razas y el 0.86% pertenecían a dos o más razas. Del total de la población el 1.25% eran hispanos o latinos de cualquier raza.